# Distributed Management Task Force
Distributed Management Task Force (DMTF, колись "Desktop Management Task Force") - організація що розробляє підтримує та поширює стандарти керування системами в промислових IT середовищах. Ці стандарти дозволяють створювати компоненти управління системою в платформонезалежний та технологічно нейтральний спосіб.